# 무함마드 이븐 자리르 알타바리
아부 야파르 무함마드 이븐 자리르 알타바리 (838-923, Abu Ja'far Muhammad ibn Jarir al-Tabari أبو جعفر محمد ابن جرير الطبري)는 가장 초기 이슬람의 이란 출신 학자였다. 역사학자이자 꾸란 해설가로서 아랍어에 유능했다. 그가 쓴 책 중에는 History of the Prophets and Kings가 가장 널리 알려져 있다.
타바리스탄 아몰에서 태어났으며 이곳은 카스피해에서 남쪽으로 20km 정도 떨어진 곳이다. 그의 출생년이 838-839년 겨울인 것으로 추정된다. 그는 7살에 꾸란을 암기했으며 8살에 이맘으로 지목돼 종교학 공부를 시작했고 9세에 하디스 공부를 시작했다. 이슬람력으로 236년에는 수학을 위해 집을 떠나게 된다. 850-851년 정도로 추정되는데 그가 12세 때의 일이다.
그의 스승은 70대였던 아부 압딜라 무함마드 이븐 후마이드 알라지였다. 그는 바그다드에서 율법학자로 가르치다 고향에 돌아와 있던 터였다. 그는 스승 밑에서 처음부터 이슬람사를 배웠으며 스승의 가르침을 자주 인용해 저술했다.
후에 바그다드로 떠났으며 855-856년 정도인 것으로 추정된다. 그는 바그다드에 처음 도착하기 전에 이미 성지 순례를 한 것으로 보인다. 바그다드를 1년 정도 뒤 떠나 바스라와 쿠파, 와시트를 여행했다.
바그다드로 돌아오면서 고관 우바이달라 야햐의 직을 맡아 교수직을 맡게 됐다. 858년 정도로 추정된다. 속설에는 그가 월 10 디나르를 월급으로 받았다고 하는데 그의 교수법이 상당히 효과적이고 감명 깊어서 훨씬 더 많은 봉급을 주었다고 한다. 그러나 그는 이를 거절했고 정해진 봉급만 받았다고 전한다. 이 이야기는 그가 선물이나 많은 대가를 항상 거절했던 모습을 보여주는 한 일례일 뿐이다.
20대 후반에 시리아, 팔레스타인, 이집트로 떠나며 베이루트에서 알아브와 만난다. 그는 타바리를 시리아 학교에서 가르치며 꾸란과 이슬람 율법을 가르쳤다.
867년 경에 이집트에 돌아와서 무함마드라는 이름을 지닌 모든 대학자를 접견하는 영광을 누리기도 한다.
그는 가르침으로 업을 삼았으며 연구에 종사했기에 율법 자문이나 정부 관련직은 한 번도 맡은 적이 없었으며 이를 거절했다고 한다. 그에게는 아버지로 물려받은 유산이 있었다고 한다.
그는 신학과 역사, 꾸란 해설에 대해 많이 발표했으며 그의 생애 내내 이를 발표했다. 서술법에 있어서는 상당히 개혁적이었던 것으로 알려졌으며 그 스스로도 새로운 문체를 서술하고 과감하게 다른 학자의 발표를 인용 및 주석을 닮으로서 알려졌다. 그러나 종교법에서만큼은 개혁을 인정하지 않은 사람이었다. 일반적으로 종교적인 갈등 상황에서 조화와 해결 방안을 모색하려 했던 자였다.